# Drachenzähmen leicht gemacht 2
Drachenzähmen leicht gemacht 2 ist ein US-amerikanischer animierter Familienfilm in 3D von DreamWorks Animation aus dem Jahr 2014. Er wurde in Koproduktion mit 20th Century Fox unter der Regie von Dean DeBlois produziert. Der Film ist die Fortsetzung von Drachenzähmen leicht gemacht (2010) und basiert ebenfalls lose auf der gleichnamigen Buchreihe von Cressida Cowell. Chris Sanders, der Koautor und -regisseur des ersten Teils, war bei Drachenzähmen leicht gemacht 2 wegen seines Engagements bei Die Croods nicht mehr dabei.

## Handlung
Seit Hicks und Ohnezahn vor fünf Jahren den Kampf zwischen den Bewohnern der Insel Berk und den Drachen beendet haben, leben Wikinger und Drachen friedlich zusammen. Astrid und die anderen Jugendlichen fordern sich täglich gegenseitig zum Drachenrennen heraus, während Hicks und Ohnezahn unbekannte Gebiete erforschen. Haudrauf drängt seinen Sohn Hicks dazu, sein Nachfolger als Häuptling zu werden, doch Hicks drückt sich vor der Entscheidung, weil er sich nicht für diese Rolle berufen fühlt.
Bei einer Erkundungstour entdecken Hicks, Astrid und Ohnezahn eine Gruppe von Drachenjägern unter Führung des jungen Eret, von dem sie von der angeblichen Existenz weiterer Drachen und Drachenreiter erfahren – und von Drago Blutfaust, einem blutrünstigen Eroberer, der Drachen für seine Armee abrichtet. Hicks entschließt sich, Drago auf die Spur zu kommen und ihn davon zu überzeugen, dass Drachen und Menschen friedlich miteinander leben können. Sein Vater Haudrauf, der von Drago vor Jahren fast getötet worden wäre, ordnet Berks vollständige Abschottung an; Hicks und Astrid aber gelangen noch rechtzeitig mit ihren Drachen ins Freie.
Bei ihrer Suche nach Drago begegnen Hicks und Ohnezahn tatsächlich einem maskierten Drachenreiter. Der lässt die beiden von seinen Drachen gefangen nehmen und zu einer versteckten, riesigen Eishöhle bringen, die sich als das Zuhause unzähliger Drachenarten entpuppt. Eine weitere Überraschung bietet die Identität des Maskierten, denn es handelt sich um Valka, Hicks’ seit Jahren totgeglaubte Mutter. Diese hatte ihre Familie verlassen, als Hicks noch ein Säugling war, da sie erkannt hatte, dass Drachen keine Monster, sondern mitfühlende Geschöpfe sind. Seitdem lebt sie hier und erforscht die Drachen. Nachdem Valka ihre Geschichte erzählt hat, vereinen sich Mutter und Sohn wieder, und Valka weiht Hicks in die Geheimnisse der Eishöhle ein, insbesondere das des gigantischen „Alpha“, des Herrn aller Drachen, der hier lebt und seine kleineren Artgenossen beschützt. Haudrauf und sein Freund Grobian, die Hicks gefolgt sind, treffen ebenfalls ein, und Haudrauf findet sich wieder glücklich mit seiner Frau zusammen.
Indessen hat Astrid, die Hicks’ Spur verloren hat, ihre Freunde zusammengetrommelt. Mit Eret als unfreiwilligem Führer fliegen sie zu Dragos Lager in der Annahme, dieser hätte Hicks dort gefangengesetzt. Dort werden sie aufgespürt und selbst gefangen genommen. Als Drago durch Astrid von den Drachenreitern aus Berk erfährt, beschließt er, das Versteck des Alpha-Drachen und danach Berk zu zerstören. Astrid und die anderen werden zum Tode verurteilt, doch Eret, dem Astrids Drache Sturmpfeil zuvor das Leben gerettet hat, schlägt sich auf die Seite der Freunde und hilft ihnen, sich und ihre Reitdrachen zu befreien.
Als Drago die Dracheninsel angreift, beginnen Hicks und seine Freunde mit einem Abwehrkampf. Allerdings hat Drago einen Trumpf im Ärmel: seinen eigenen, von ihm unterworfenen Alphadrachen. Dieser tötet seinen Artgenossen und bringt somit alle Drachen unter seine Kontrolle, selbst Ohnezahn, der nun unter dem Willen des Alphas steht. Als er auf Dragos Befehl Hicks mit seinem Feueratem töten soll, wirft sich Haudrauf in die Schussbahn und verliert dabei sein Leben. Drago macht sich mit seiner vergrößerten Drachenarmee und Ohnezahn als Reittier auf den Weg nach Berk.
Nach dem Tod seines Vaters ist Hicks zuerst verzagt, doch durch Valka, Astrid und Grobian findet er seinen Mut wieder. Schließlich fliegen sie mit den verbliebenen Babydrachen nach Berk, das gerade von Dragos Alpha angegriffen wird. Erneut versucht dieser, Ohnezahn zu kontrollieren, aber durch Hicks’ Zusprache gewinnt Ohnezahn seinen eigenen Willen zurück und greift den Riesen an. Dadurch verliert der Alpha die Kontrolle über sein Drachenheer, so dass die befreiten Drachen sich auf Hicks’ Seite schlagen und ebenfalls den Alpha angreifen. Am Ende taucht der Alpha ins Meer und reißt Drago anscheinend in den Tod. Hicks, der sich nun selbst als Anführer akzeptiert, wird von der Dorfältesten zum neuen Häuptling ernannt und Ohnezahn wird zum neuen Alpha. Zusammen mit Valka, Eret und ihren neuen Drachenfreunden bauen die Wikinger sich eine neue Heimstatt auf Berk auf.

## Hintergrund
In der Originalfassung leihen den Protagonisten unter anderem Jay Baruchel, Cate Blanchett und Jonah Hill ihre Stimmen; die Rolle von Blanchett kommt im zweiten Teil erstmals vor. Verkündet wurde die Fortsetzung im April 2010.
Der Film wurde bei den Internationalen Filmfestspielen von Cannes 2014 am 16. Mai 2014 erstaufgeführt. Am 13. Juni kam er in die US-amerikanischen Kinos.
Am 24. Juli 2014 hatte Drachenzähmen leicht gemacht 2 Premiere in den deutschen Kinos.

## Charaktere
- Hicks: Der Sohn des Wikingerhäuptlings, dessen bester Freund der Nachtschatten-Drache Ohnezahn ist. Er erkundet fremde Orte.
- Haudrauf: Häuptling der Wikinger und Hicks’ Vater. Sein Drache ist ein Rumpelhorn namens Schädelbrecher.
- Grobian: Haudraufs bester Freund, Waffenschmied und ein erfahrener Krieger. Zu ihm gehört ein Flammenrülpser-Drache namens Muffel.
- Astrid: Bewohnerin Berks und Hicks’ Freundin. Ihr Drache heißt Sturmpfeil, sie ist ein Tödlicher Nadder.
- Rotzbakke: Ein Teenager, der immer vor allen angibt. Nach vielen Versuchen Astrid zu imponieren hat er es aufgegeben und versucht Raffnuss näher zu kommen. Sein Drache heißt Hakenzahn, er ist ein Riesenhafter Alptraum, treibt ihn dabei auch immer wieder zu Verzweiflung.
- Fischbein: Ein dicker, leicht einzuschüchternder Junge Berks, der es sich zur Lebensaufgabe gemacht hat, alle Drachen und ihre Geheimnisse zu studieren. Sein Drache heißt Fleischklops, sie ist ein Gronckelweibchen. Er und Rotzbakke streiten sich oft um Raffnuss.
- Taffnuss und Raffnuss: Zweieiige Zwillinge, die sich öfters uneinig sind und streiten. Taffnuss ist ein Junge und Raffnuss ein Mädchen. Da Astrid bereits an Hicks vergeben ist, wird Raffnuss zunehmend zum romantischen Interesse ihrer männlichen Drachenreiterkameraden. Die Zwillinge besitzen beide zusammen einen Wahnsinnigen Zipper, dessen zwei Köpfe Kotz und Würg heißen.
- Valka: Eine Drachenreiterin, Haudraufs lange verschollene Ehefrau sowie Hicks’ Mutter. Genau wie später Hicks hat sie stets versucht, eine friedliche Lösung im Krieg zwischen den Drachen und Menschen zu finden, worauf sie von einem der Drachen in das Sanktuarium des Alpha-Drachen gebracht wurde. In ihrer Zeit außerhalb Berks hat sie viele neue Geheimnisse über die Drachen herausgefunden, die selbst Hicks’ Kenntnisse bei weitem übertreffen. Ihr Drache ist ein Sturmbrecher namens Wolkenspringer.[7][8][9]
- Drago Blutfaust: Ein Drachenjäger, der Drachen mit Gewalt seiner Willenskraft unterwirft und sie als Hilfstruppen gegen Drachen einsetzt.[10][11]
- Eret: Er fängt Drachen und verkauft sie Drago, wechselt dann aber die Seiten und übernimmt Schädelbrecher, den Drachen des verstorbenen Häuptlings.[12][7]

## Synchronisation
Wie der erste Teil wurde der Film von der Interopa Film GmbH in Berlin synchronisiert, das Dialogbuch schrieb erneut Alexander Löwe, die Dialogregie führte erneut Frank Schaff.
| Rollenname original           | Sprecher original        | Rollenname deutsch    | Sprecher deutsch    |
| ----------------------------- | ------------------------ | --------------------- | ------------------- |
| Hiccup Horrendous Haddock III | Jay Baruchel             | Hicks der Hüne III.   | Daniel Axt          |
| Stoick the Vast               | Gerard Butler            | Haudrauf der Stoische | Dominic Raacke      |
| Gobber the Belch              | Craig Ferguson           | Grobian der Rülpser   | Thomas Nero Wolff   |
| Astrid Hofferson              | America Ferrera          | Astrid Hofferson      | Emilia Schüle       |
| Snotlout Jorgenson            | Jonah Hill               | Rotzbakke Jorgenson   | Tim Sander          |
| Fishlegs Ingerman             | Christopher Mintz-Plasse | Fischbein Ingerman    | Hannes Maurer       |
| Tuffnut Thorston              | T. J. Miller             | Taffnuss Thorston     | Nico Sablik         |
| Ruffnut Thorston              | Kristen Wiig             | Raffnuss Thorston     | Britta Steffenhagen |
| Valka                         | Cate Blanchett           | Valka                 | Martina Hill        |
| Drago Bludvist                | Djimon Hounsou           | Drago Blutfaust       | Wolfgang Wagner     |
| Eret Son of Eret              | Kit Harington            | Eret Sohn von Eret    | Dennis Schmidt-Foß  |

## Animation
Seit dem Start von Drachenzähmen leicht gemacht hatte DreamWorks seine Technik auf den neuesten Stand gebracht, so dass Drachenzähmen leicht gemacht 2 mit dem Verfahren scalable multicore processing produziert wurde, das DreamWorks gemeinsam mit Hewlett-Packard und Intel entwickelt hat und das es erlaubt, mit Hilfe von skalierbaren Mehrkernprozessoren Effekte und Kolorierung in Echtzeit zu animieren. Die neuen Animationsprogramme Premo und Torch erlaubten eine noch detailliertere Animation als bisher.

## Musik
Der Komponist John Powell, der eine Oscarnominierung für den Soundtrack zum ersten Teil erhalten hatte, war auch beim zweiten Film dabei. Jón Þór Birgisson, der Leadsänger von Sigur Rós, hat drei Kompositionen zum Soundtrack beigesteuert und auch direkt mit Powell zusammengearbeitet.

## Kritiken
Drachenzähmen leicht gemacht 2 erhielt überwiegend positive Kritiken. Bei Rotten Tomatoes fielen 92 % von 159 Kritiken positiv aus, womit der Film dort einen hohen Wert von 7,7 von 10 Punkten erreichte.
Auch in der IMDb erhielt der Film (mit 7.9/10) bei knapp 190.000 Voten eine sehr gute Wertung. Metacritic gab den Film eine Durchschnittswertung von 76 % basierend auf 39 Kritiken.

„Drachenzähmen leicht gemacht 2 liefert technisch und inhaltlich perfekte Unterhaltung für das junge Zielpublikum. Das Pathos könnte erwachsene Zuschauer nerven, die Zielgruppe sicher nicht.“

„Drachenzähmen leicht gemacht 2 ist eine Fortsetzung der etwas anderen Art – neuer Ernst und neuer Look, aber auch viele gewohnte Qualitäten.“

„Drachenzähmen leicht gemacht 2 reiht sich nahtlos an den ersten Teil an und setzt diesen gelungen fort. Die Geschichte präsentiert sich erwartungsgemäß heiter und amüsant, weiß dieses Mal jedoch auch mit traurigen Momenten zu überraschen. Die Population der Drachen wird durch neue Geschöpfe der Art ergänzt, die mit verrückten Eigenschaften freudig anzusehen sind und für gute Kinounterhaltung sorgen. Der unschlagbare Humor wird von den einzigartigen Figuren getragen, die man am liebsten mit nach Hause nehmen möchte.“

## Fortsetzung
Der abschließende Teil Drachenzähmen leicht gemacht 3: Die geheime Welt kam am 7. Februar 2019 in die deutschen Kinos.
Eine Realverfilmung von Drachenzähmen leicht gemacht 2 wurde auf der CinemaCon im April 2025 angekündigt und soll am 11. Juni 2027 in den USA in die Kinos kommen.

## Auszeichnungen
- 2014: Hollywood Film Award (Bester Animationsfilm des Jahres)
- 2014: National Board of Review Award (Bester Animationsfilm)
- 2015: Golden Globe Award (Bester Animationsfilm)
- 2015: Nominierung Oscar (Bester Animationsfilm)
- 2015: Nominierung Nickelodeon Kids’ Choice Awards 2015 (Lieblings-Animationsfilm)

## Einspielergebnis
Das Budget betrug für diesen Film 145 Millionen US-Dollar. Das Einspielergebnis weltweit betrug rund 622 Millionen US-Dollar, davon allein in den USA rund 177 Millionen US-Dollar und außerhalb den USA rund 445 Millionen US-Dollar.